# Buddleja cardenasii
Buddleja cardenasii là một loài thực vật có hoa trong họ Huyền sâm. Loài này được Standl. ex E.M.Norman mô tả khoa học đầu tiên năm 2000.